# Ramūnas Butautas
Ramūnas Butautas (nació el 22 de mayo de 1964 en Kaunas, Lituania) es un entrenador de baloncesto lituano. Es el hijo de Stepas Butautas. Actualmente entrena al Krepšinio klubas Lietkabelis.

## Equipos
- 2003-2005  Šiauliai (también entrena a las categorías inferiores de Lituania)
- 2005-2008 ASK Rīga
- 2007-2009 Lituania
- 2009  Donetsk
- 2009-2010 Zalgiris Kaunas
- 2010-2011 Azovmash Mariupol
- 2011-2014 VEF Rīga[1]
- 2015-2016 BC Astana
- 2018-**** Krepšinio klubas Lietkabelis